# 銀河ヒッチハイク・ガイド
『銀河ヒッチハイク・ガイド』（ぎんがヒッチハイク・ガイド、原題: The Hitchhiker's Guide to the Galaxy）は、イギリスの脚本家ダグラス・アダムスが書いたSFシリーズ。また、その第1作のタイトルであり、作中に出てくる架空の電子本の名前でもある。
大森望の言葉を借りれば「バカSFの歴史に燦然と光り輝く超弩級の大傑作」。ブリティッシュ・ジョークを満載したこのシリーズは、大元のラジオドラマがスタートした当初から人気があり、小説版はベストセラーになり、35か国語に翻訳されて、全世界で約1,600万部が売れたとされる。
1978年にイギリス・BBCのラジオ4が放送したラジオドラマからスタートし、その後これを基に小説版（1979年 - 1992年）、テレビ版（1981年）、ゲーム版（1984年）、DCコミックス版（1993年 - 1996年）、舞台版が作られ、2005年にはついに映画化された。略称はHHG、HHGG、H2G2など。
ドラマ脚本、小説、映画版脚本ともダグラス・アダムスによって執筆された。
以下のストーリー中に出てくるセリフは説明のために便宜的に作ったものであり、原作のセリフのままではない。また、ストーリーは小説版によっている。

## 概要

### シリーズ概要
銀河ヒッチハイク・ガイドシリーズは、3作の正篇に、続篇2作、外伝の短篇1つを加えた計6作からなるシリーズである。現在、そのすべてが日本語に訳され、入手可能である（詳細は#シリーズ参照）。
- 正篇
  1. 『銀河ヒッチハイク・ガイド』
  2. 『宇宙の果てのレストラン』
  3. 『宇宙クリケット大戦争』
- 続篇
  1. 『さようなら、いままで魚をありがとう』
  2. 『ほとんど無害』
- 外伝の短編
  1. 「若きゼイフォードの安全第一」（『宇宙クリケット大戦争』所収）

### ストーリー概要
ある日、地球に宇宙船団が飛来し、「銀河ハイウェイ建設工事の立ち退き期限が過ぎたので、工事を開始する」と言って地球を破壊してしまう。数少ない生き残りの地球人アーサーは、その仲間たちと共に宇宙を放浪する。
ストーリーは小さなエピソードの集合体的な要素が強く、いわゆる起承転結があるわけではない。強いて全体に関わるものを挙げるとすれば、後述する「生命と宇宙と万物」に関する謎のエピソードであろう。
代表的なエピソードを以下に挙げる。

#### 銀河ヒッチハイク・ガイド
- 地球は銀河ハイウェイの建設予定地に当たるので、工事開始に伴い取り壊される。
- 地球を破壊することはアルファ・ケンタウリにある出張所に地球年で50年前から公示されていた。
- 人間は地球上の生命体で一番賢いと思っているが、実は3番目で、2番目はイルカ。
- イルカは工事を知っていて期限までに立ち退いた。その際、親切にも人間にその事実を教えてくれるが、人間は愚かにもイルカの言っていることを理解できなかった。
- 宇宙を旅行するためのベストセラー・ガイドブック『銀河ヒッチハイク・ガイド』の「地球」の項目には「無害」とある。
- その後地球の現地調査の結果、『銀河ヒッチハイク・ガイド』の改訂版では「地球」の項目が多少は改善され、「ほとんど無害」となった。
- ある宇宙人が「生命、宇宙、そして万物についての究極の疑問の答え」を計算するためにスーパーコンピューターを作る。750万年かかって導き出した答えは「42」。
- この意味不明な答えに当然納得のいかない宇宙人。スーパーコンピューターは「究極の答え」に対応する「究極の問い」が分からないから「答え」の意味が分からないという。スーパーコンピューターは「問い」を求めるために巨大コンピューターを設計する。その巨大コンピュータは生命体を取り込んだもので、その名は「地球」。あまりに大きいのでよく惑星と間違えられる。「地球」で計算を始めたが、「問い」がわかる5分前に「地球」は建設工事のために破壊されてしまう。こうして「究極の問い」は永遠に失われてしまった。

#### 宇宙の果てのレストラン
- 地球を破壊した理由「銀河ハイウェイの建設工事に邪魔」というのは実は建前で、本当は「究極の問い」が求まることを恐れた精神分析学者達が金を出して破壊させた。
- とある星の文明は、靴屋が原因で激しく経済が崩壊して滅亡した。住民の生き残りは鳥に進化し、靴も地面も欲しなくなった。またここには、運悪く滅亡間際にここに着陸したらしき、レモンの香りの紙ナプキンの搬入を900年待ち続けている宇宙船がある。
- 同星で今まともに動いているのは、文明滅亡後のここを選んで設置された究極の死刑台「事象渦絶対透視機」だけ。これに繋がれた者は、宇宙の中における自分の小ささをいやというほど知覚して発狂するという。
- 『銀河ヒッチハイク・ガイド』編集部の中には、本物そっくりの宇宙を電子的に合成している、という噂がある。
- 宇宙の果てには「宇宙の果てのレストラン」が建っている。このレストランの客はタイム・ワープして未来に行き、宇宙の終末を見ながら料理を食べる。
- 対して宇宙の中心には「ビッグバン・バーガーバー」があり、客はタイム・ワープして過去に行き、ビッグバンを見ながらハンバーガーを食べる。
- 「宇宙の果てのレストラン」では、客は殺される前の食材（作中では「牛に似た生物」）に会うことができる。そして食材は客に挨拶する：「いらっしゃいませ、私が今日のメニューです。私のどこを食べますか?」。
- 地球人類は他の星で役たたずとして捨てられた人間の集まりである。
- 宇宙の支配者は不可知論者。例えば宇宙の支配者の住む星では雨が止んだことがないのに「ドアを開けてもいないのに、今どうして雨が降ってると分かるのかね? 過去なんてただの記憶だ」という始末。
- 破壊直前まで地球にいたアーサーの脳波には『究極の問い』が擦り込まれているに違いないと考えたアーサー達は、脳波パターンを特殊な方法（めかくしスクラブル）で取り出し、「究極の問い」を探ろうと試みる。出てきた「問い」は「6×9はいくつ?」。求まる5分前の「問い」だから答えが42にならないのだろうか? あるいはコンピューターに組み込まれていた穴居人が後からやってきたゴルガフリンチャム人に取って代わられてしまい、計算に歪みが生じてしまったためであろうか?

#### 宇宙クリケット大戦争
- 宇宙には不老不死の男がいる。不老不死故全てに飽きてしまい、ついには全生命体を逆怨みするようになる。それ以来宇宙を飛び回っては見つけた生命体に「おまえは馬鹿だ」と罵っている。彼の目標は全生命体を罵ること。
- しかも彼はアルファベット順に罵ろうと計画している。「生命体は生まれたり死んだりしてるんだからそんなの不可能だ」と彼に意見すると、彼は答えて言う：「人間は夢を持っちゃいけませんかね?」
- 「黄金の心」号より速い船があり、外側も内側もイタリアンレストランそっくりである。この形は、宇宙旅行にも関わる演算処理「レストラン数論」をスムーズに行うのに意味があるという。
- 銀河文明では、大抵の日用品は工場で作られるのではなく、何処かの星に生息しているのを採ってくる。
- 空を飛ぶには、高いところから飛び降りて、地面に落ちることを完全に忘れることだ。体はひとりでにピョコピョコ浮かびだすだろう。
- イギリス圏のスポーツ「クリケット」は実は、種族の中に刻み込まれた宇宙戦争の記憶が、歪みに歪んであんな形で出てきたものである。イギリス人以外の種族は、何ちゅうことをしてくれたんだと思っているらしい。
- かつて「タイタニック」という名の宇宙船が、不可能性フィールドのために酷い事故を起こしたことがあった。
- 時間旅行のために多くの歴史が変化してしまい、文化財が失われたため、「実時間を守れキャンペーン」という運動が始まった。
- 時間旅行などの影響で時空連続体は汚くなっており、時々何もない様な所からゴミが飛び出してくる。アーサーとフォードが石器時代で捕まえたソファも、クリキットのアイテムたちもそこから出てきた。
- アグラジャグと名乗る人物がアーサーを酷く憎んでいる。輪廻転生する度にアーサーに殺されているというのだ。
- アグラジャグの根城があるのと同じ星に、4世代にもわたって行われた最悪のカクテルパーティの会場がある。かつて第1世代が、パーティ会場を離陸（take off）させてしまった（英語の駄洒落、「とっとと去る」もtake off）のがまずかった。
- プラークという男が自白剤の摂り過ぎで、ありとあらゆる真実のみを垣間見、その話を聞かされた人は皆気が狂ってしまった。
- 「理由」とはどんな理不尽な行為にもくっつけることができるものであり、「理由」の細目が如何であったかはすぐ忘れられ、ただ「理由」が大変尤もらしかったということだけが記憶に残る。「理由」を聞かされた人は泣き寝入りするしかない。

## 詳細

### シリーズ
銀河ヒッチハイク・ガイドは、3作の正篇に、「三部作の4番目」、5番目と外伝の短篇1つを加えた計6作からなるシリーズである。
日本語訳は、正篇3作が風見潤訳で新潮社から出版されていたが、絶版となっていた。
映画の公開を機に、安原和見の新訳により、第1作および第2作が2005年9月20日に、第3作が2006年4月20日に、河出書房新社から復刊された。このうち、第3作には、外伝の短編も収録されている。さらに、第4作が2006年6月20日に、第5作が2006年8月20日に刊行され、全作が日本語で入手できるようになった。

#### シリーズ一覧
1. "The Hitchhiker's Guide to the Galaxy"（1979年）
2. "The Restaurant at the End of the Universe"（1980年）
3. "Life, The Universe and Everything"（1982年）
4. "So Long, and Thanks for All the Fish"（1984年）
5. "Mostly Harmless"（1992年）

- 外伝の短篇
  1. "Young Zaphod Plays it Safe"

#### 日本語訳一覧
- 新潮文庫版
  1. 『銀河ヒッチハイク・ガイド』（新潮社、ダグラス・アダムス著、1982年12月発行、風見潤訳 ISBN 4-10-219601-3）
  2. 『宇宙の果てのレストラン』（新潮社、ダグラス・アダムス著、1983年1月発行、風見潤訳 ISBN 4-10-219602-1）
  3. 『宇宙クリケット大戦争』（新潮社、ダグラス・アダムス著、1985年3月発行、風見潤訳 ISBN 4-10-219603-X）
- 河出文庫版
  1. 『銀河ヒッチハイク・ガイド』（河出書房新社、ダグラス・アダムス著、2005年9月20日発行、安原和見訳 ISBN 4-309-46255-3）
  2. 『宇宙の果てのレストラン』（河出書房新社、ダグラス・アダムス著、2005年9月20日発行、安原和見訳 ISBN 4-309-46256-1）
  3. 『宇宙クリケット大戦争』（河出書房新社、ダグラス・アダムス著、2006年4月20日発行、安原和見訳 ISBN 4-309-46265-0）
  4. 『さようなら、いままで魚をありがとう』（河出書房新社、ダグラス・アダムス著、2006年6月20日発行、安原和見訳 ISBN 4-309-46266-9）
  5. 『ほとんど無害』（河出書房新社、ダグラス・アダムス著、2006年8月20日発行、安原和見訳 ISBN 4-309-46276-6）
- 外伝の短篇
  1. 「若きゼイフォードの安全第一」（『宇宙クリケット大戦争』（河出書房新社、ダグラス・アダムス著、2006年4月20日発行、安原和見訳 ISBN 4-309-46265-0）所収）

#### 第6作
2008年9月17日に、アイルランドの作家オーエン・コルファーによって"And Another Thing..."と題された第6作が執筆されると発表された。出版の期日は2009年10月12日が予定されていた。
日本語版は、2011年5月10日に河出書房新社から『新 銀河ヒッチハイク・ガイド』の題で出版された。
1. 『新 銀河ヒッチハイク・ガイド 上』（河出書房新社、オーエン・コルファー著、2011年5月10日発行、安原和見訳 ISBN 978-4-309-46356-8）
2. 『新 銀河ヒッチハイク・ガイド 下』（河出書房新社、オーエン・コルファー著、2011年5月10日発行、安原和見訳 ISBN 978-4-309-46357-5）

### 登場キャラクター
日本語名は風見潤による旧訳によった。「（安：…）」は安原和見による新訳での名前。「（石：…）」は石田泰子による映画版での訳。

#### 主要登場キャラクターのより詳細な設定
アーサー・フィリップ・デント
主人公。うだつの上がらないイギリス人。地球にいた頃は地元のラジオ局で働いていた。
フォード・プリーフェクト
アーサーの友人。地球にいるときはギルフォード生まれの売れない俳優だと名乗っていたが、実はベテルギウス星系の小さな惑星で生まれた宇宙人。『銀河ヒッチハイク・ガイド』改訂版を作成するための現地調査員。ベテルギウスには皮肉というものが無いので、よほど気を付けないとフォードには皮肉が通じない。「フォード・プリーフェクト」というのはあくまで地球人として暮らしていたときの名前で、本名はあまり有名でないベテルギウスの方言でのみ発音可能である。地球人としての名前に「フォード・プリーフェクト」を選んでしまったのは調査不足が原因である。「フォード・プリーフェクト」というのはフォード社（英国フォード）の大衆車の名前であるし、しかも「プリーフェクト」というのは学校の監督生のことなのであまり良い印象を与えない。作者のダグラス・アダムスによると、予備調査不足が原因で、フォードは自動車を地球の支配的種族だと思ってしまい、その中でもありふれた目立たない名前として「フォード・プリーフェクト」という名前を選んでしまったのだという。
ザフォド・ビーブルブロックス（石：ゼイフォード・ビーブルブロックス）
自己顕示欲が強い奇人として銀河帝国中に有名な男。フォードとは旧知の仲で、はとこでもある。「黄金の心」号を盗むために銀河帝国大統領になる。2つの頭と3本の腕を持つ（映画版では一つの頭部に上下2つの顔）。
トリリアン
本名：トリシア・マリー・マクミラン。ザフォドの恋人。地球人。地球が破壊される数日前、アーサーと話していた時に、たまたま地球に寄ったザフォドにナンパされた。ザフォドと一緒に宇宙に出たため、地球破壊による死を免れた。アーサーと同じく最後の地球人。訳者の風見潤の言葉を借りれば、TV版では「ロック・ファンのおねぇちゃん」がトリリアンを演じていた。
マーヴィン
Marvin, the Paranoid Android、パラノイア気味の根暗ロボット。「黄金の心」号用に開発された。宇宙に浮いている惑星大の電子頭脳と通信して動く。シリウス人工頭脳株式会社（安：シリウス・サイバネティクス社）が開発したロボットで、GPP機能、すなわち人間そっくりの人格（Genuine People Personality）を持つ最初のロボット。プロトタイプ（試作品）であったため、プロトタイプ（典型的）な人格、すなわち根暗、に設計された。

#### 脇役

##### 『銀河ヒッチハイク・ガイド』に出てくる脇役
プロステトニック・ヴォゴン・イェルツ（安：ジェルツ、Prostetnic Vogon Jeltz）ヴォゴン人。銀河系亜空間開発公団（安：銀河超空間土木建設課）所属。地球を破壊した張本人。
エキセントリカ・ガランビッツ（←『銀河…』の風見訳。安原訳と『宇宙の…』の風見訳はエクセントリカ・ギャランピッツ）エロチコン第六惑星に住む乳が3つある売春婦。作中には一度も出てこないが彼女の言動が作中の随所に引用されている。『ビッグバン（絶倫）理論:個人的見解』の著者。
エディ「黄金の心」号のコンピューター。明るい性格だがおしゃべりが過ぎるので、船員に辟易され、疎まれている。
スラーティバートファーストマグラシアに住む宇宙人。地球を設計したメンバーの一人で、ノルウェーのフィヨルドを作って賞をもらったことがある。後の「宇宙クリケット大戦争」では土建屋を辞め、「実時間を守れキャンペーン」で身を粉にする。映画版パンフレットによると、「スラーティバートファースト」という名前は、「Slurred Barfed Farted」（ゲロゲロオナラの意）のもじり。「スラーティバートファースト」にする前は「ファーティファッカボールズ」という名前にするという案もあった。
ディープ・ソート (Deep Thought)『この宇宙の時空で二番目にすぐれた』スーパーコンピューター。『生命、宇宙、そして万物についての究極の疑問の答え』を750万年かけて計算する。「ディープ・ソート」という名前は「ディープ・スロート」をもじった駄洒落ではあるが、それが有名なポルノ映画のものであるか、ウォーターゲート事件のものであるかは筆者は明らかにしていない。
ヨーデン・ヴランクス（安：ユーデン・ヴランクス）ザフォドの前任の大統領。
ランクウィルとフック（安、石：フーク）超知性汎次元生命体。「ディープ・ソート」の本当の設計者。
マジクサイズとヴルームフォンデル（安：ヴルームフォンドル）哲学者。「哲学者、賢人、先覚者、その他あらゆる思索者からなる合同組合」の代表者。ディープ・ソートが『究極の答え』を計算してしまうと職を失ってしまうのではないかと恐れ、『究極の答え』を計算することに反対していた。しかし何の因果か、後世の歴史には「ディープ・ソート」の設計者として間違ってその名を残すことになる。
ルーンクウォルとフォークフ（安：ファウク）マジクサイズとヴルームフォンドルの子孫。「ディープ・ソート」の答えを聞いた人物。
ベンジイとフランキイ（安、石：ベンジーとフランキー）超知性汎次元生命体。ねずみに化けて地球に潜んでいた。
マッコウクジラマグラシアの防衛システムにより発射されたミサイルの一基が「黄金の心」号の無限不可能性ドライブの緊急作動の影響で変化してしまった姿。マグラシアの上空で変化してしまったため、自我が目覚めた直後にマグラシアの大地に墜落・衝突してしまい、哀れな最期を遂げた。
ツクバネアサガオの鉢植（安：ペチュニアの鉢植）マッコウクジラと同じくマグラシアの防衛ミサイルの（以下略）変化してしまった姿。マッコウクジラが眼前に迫り来る大地と友達になろうとして哀れな最期を遂げたのに対して鉢植が最後に思ったのはたった一言「あぁ、またか」だった。この台詞も後々の大きな伏線となっている。

##### 『宇宙の果てのレストラン』に出てくる脇役
合成機（安：ニュートリマティック）「黄金の心」号付属の自動栄養飲料合成機。アーサーが紅茶を頼むと、いつも紅茶とは似ても似つかないものを出す。
ギャル・ハルフラント（安：ハルフルント）精神科医。地球破壊の真の黒幕。
ザフォド（安：ゼイフォード）・ビーブルブロックス四世ザフォドの曾祖父。ザフォドの曾祖父なのにザフォド四世という名前なのは、「避妊具とタイムマシンの事故が重なった」せい。
ザーニウープ「銀河ヒッチハイク・ガイド」を出版している会社であるメガドード出版の社員。
ルースタザフォドがメガドード社で出会った男。栄養剤やソースを染み込ませたタオルを持ち歩いていて、腹が減るとタオルの栄養剤を吸って空腹を紛らわす。
ピッツポット・ガーグラヴァール（安：ピズポット・ガーグラヴァー）総合認識稼働化装置（安：事象渦絶対透視機）の管理人。彼の精神は彼の肉体と喧嘩してしまい、最終的に離縁するにいたった。そのとき肉体にファーストネームを持っていかれてしまったため、それ以後肉体をピッツポット、精神をガーグラヴァールという。安原訳によれば、ピッツポット・カーグラバールはピスポット・グレーブ（尿意・重大）のもじり。
マックス「宇宙の果てのレストラン」の司会。
ホットブラック・デザイアト（安：デジアート）銀河一大騒音を立てることで有名なロック・バンド「デザスター（安：ディザスター）・エリア」のボーカル。フォードの旧友。税金対策のため一時的に死んでいるのでコンサート以外では口を聞かない。代わりに念動力でものを動かして意思表示する。
ザークォン予言者。
船長ゴルガフリンチャム人の宇宙船の船長。バスタイムに異常に執着しているため、航行中ずっと入浴している。
一等航宙士同乗組員。「第一号」（安：ナンバーワン）とも。
二等航宙士同乗組員。「第二号」（安：ナンバーツー）とも。
宇宙の支配者不可知論者。
アグダゴルガフリンチャム人の少女。徴兵補佐官。
メラゴルガフリンチャム人の少女。小さな広告会社でアート・ディレクターをやっている。アグダより背が低い。

##### 『宇宙クリケット大戦争』に出てくる脇役
無限寿命のウォウバッガー（安：無限引き伸ばされワウバッガー）運悪く不老不死になってしまった男。己の永遠の生命を「全宇宙の知的生命体をアルファベット順に侮蔑しに行く」ために使っている。
（安：エファラファクス）自分の生命を賭けて「他人の問題フィールド（安：他人ごとフィールド）」を作り上げた人物。
アーサー・フィリップ・デオダット無限寿命のウォウバッガーに罵られた生命体の一つ。
ゼム（安：アカノタニン）スコーンシュラス・ゼータ星の沼地に住むマットレス。おかしな名前は、マットレス達がお互いを個体識別していないせいである。
クリキット人少々軽薄だが実に素敵な人達。百億年以上前に、とある宗教的信念から全宇宙を破壊しようと企て、二千年にわたって暴れた種族。地球人に似ているが、肌がかなり白く、痩せている。クリケットのバッツマンのようなロボット兵を持つ。
パグ司法官学識高く公平にして、かなり下品な人。クリキット人たちに大岡裁きを下した。本名「ジッポ・ビブロック5×10の8乗」。
（安：ララファ）エファのロング・ランドの森に住み、木の葉にすばらしい詩を書いた人物。彼の作品は死後発見され、銀河系中の宝になった…という歴史だったはずなのだが、時間旅行者がここに絡んで?!
アグラジャグ（安：アグラジャッグ）輪廻転生してしまう運の悪い男。転生する度に偶然アーサーに殺されてしまう。それ故にアーサーを心底憎んでいる。「ツクバネアサガオ（安：ペチュニア）の鉢植」も実はこの人物。だから、「あぁ、またか...」なのである。
トール大変悪名高いカクテルパーティに来ていた客の一人。伝説どおり短気。
ハクター衛星サイズのコンピュータ。二百億年前に大暴れし、やがて自滅した戦闘民族『「サイラスティック・アーマーフィーンド（シリコンゴム製甲冑の鬼畜）」人』に仕えていた。この宇宙で初めて震え上がったコンピュータとも言われている。主人から「究極の兵器」を作るよう命令されたが、そんな物が本当に破裂したらと思うととても遂行できなかった。
プラク（安：プラーク）自白剤の摂取しすぎで、真実のみを語るようになった男。

##### 『さようなら、いままで魚をありがとう』に出てくる脇役
ロブ・マッケナ「マッケナ全天候運送」をやっている、常に雨に降られる男。彼は雨のせいでストレスを感じていたり、雨を200種類以上に区別して認識してみたりしている。雨に祟られるのには本人すら知らぬ理由がある。
フェンチャーチ第1作冒頭においてあることを悟るも、すぐにバイパス工事で消える地球と運命を共にした女性。アーサーの恋人となる。もはや存在しないはずの地球に、彼女にアーサーが出会うことになった経緯がこの作品「さようなら、〜」の重要な筋である。フェンチャーチというおかしな名前には、両親の思い出が詰まっている。
マーリイ・ボスト・ヘンスン三流タブロイド新聞記者。本人にしか分からないような符丁だらけの言葉をしゃべって周りを困らせる。
正気のウォンコ本名ジョン・ワトスン。妻帯者。デビットボウイに似ていなくも無い。ある信念から、トンでも学説ばかりを信じ、内と外が入れ替わったような妙な家に住む生活をしている。
ザクシスのロボットザクシスの大戦艦から出てきた、身長30メートルのロボット。ザクシスの選挙制度は独特で、トカゲに投票する（リーダーとリザードをかけた英語のシャレが入っている様だ）。やっていた戦いを打ち切って、休暇をとるため地球へ来た大戦艦は、ロンドンの真上に着陸するわ地球人と常識が全く違うわで大惨事を招いた。
ブラート・ヴァーセンワルド三世最高の遺伝子工学者にして、大変気を散らせやすい男。

##### 『ほとんど無害』に出てくる脇役
グレビュロン人肌の色は緑と紫を帯びている。本作で出てくるのは宇宙戦艦丸ごと記憶喪失になった集団。何かを監視せねばということだけは覚えており、それが切っ掛けで地球のテレビが大好きに。
トリシア・マクミラン地球で人気ニュースキャスターになったトリシア。元は天体物理学を学んでいたが、宇宙に関するあるトラウマから学者の道を諦めた。
ゲイル・アンドルーズ占星術師。
エリック・バートレットトリシアの庭を手入れする庭師。
コリンフォードが防犯ロボットを改造して作った、大変な多幸症のロボ。小さなメロン大。死すら恐れないが、「ガイド」第2号にだけは恐怖を覚えていたようだ。
ヴァン・ハール「ガイド」編集部を買収し、新しい「ガイド」編集長になった人物。
ナウホワット・ヌマブタ非常に惨めな動物。噛み付くことで意思を伝える。
ハワリアスの老婆託宣者の村に住んでいる、大変臭い人物。村にかつて居た前・最高の託宣者もお勧めしているアドバイザーらしいが?!
ハワリアスの苦行者他の行者より長年地道に行を続けているが、同時に冬だけは暖地のビーチハウスに移るという柔軟さも持つ老人。時空の不思議について何かを知っているようだ。
バートルダン人見た目は地球人にそっくりだが、無欲すぎる人々。
スラッシュバーグ老アーサーが料理人として暮らした星「ラミュエラ」の長老。よく伝説をでっち上げる。「どこも変でないけもの」の背に乗って星を去るアーサーとフォードを激励した。
グラープラミュエラのパン職人。
ストリンダーラミュエラの刃物職人。
ドリンプルアーサーの弟子。
どこも変でないけものラミュエラでは重要な食肉になっている。この名前はスラッシュバーグ老が付けたもの。ある季節になるとある地点に忽然と群れが現れ、どんどん移動してある地点まで来ると又忽然と消えてしまう。本来は別の場所の動物で、時空の歪みのせいで渡りのルートの間にモンダイの場所が挟まっているらしい。アメリカバイソンに似た生態の生き物かと思われる。
ピッカ鳥ラミュエラの鳥。卵用、けもの狩りの際けものの注意を引く用など重宝されている。ガイド第2号に似ていなくも無く、フォードを怯えさせた。
ランダムアーサーの娘。彼女の誕生と成長の歴史は孤独で悲しい。手首には小型テレビが埋め込まれている。思春期も過ぎかなり厄介な性格になってから、初めてアーサーに出会った。
ザ・キング「あのキング」の一言で誰だか分かるほど偉大な人物らしい。元々大歌手だったが、今はある星で小さな飲食店を営みつつ歌を歌っている。
銀河ヒッチハイク・ガイド第2号新しいガイドと名乗る謎の物体。ランダムなどの前では便宜上鳥の姿を取っていたが、実は全宇宙至る所に並行して存在しているらしい（#WSOGMM参照）。製作者は、たった一つのガイドを宇宙中に何べんも売れるかと考えて、こんな恐ろしいものを作り上げた。こいつは自ら使用者に喋りかけ、時空のあちこちに手を回して旅がうまく行くよう手伝うと、甘い言葉を囁くのだが…。

### ストーリー詳細

#### 銀河ヒッチハイク・ガイド

##### 地球滅亡
ある日突然、黄色い宇宙船の軍団が地球に飛来する。宇宙船に乗っているヴォゴンという宇宙人達が地球人に告げる。「銀河ハイウェイの建設工事を行うため、あと2分足らずで地球を破壊する」。
全世界から巻き起こる恐怖と命乞いの声。しかしヴォゴン人は告げる。「地球を破壊することはアルファ・ケンタウリにある出張所に50年も前から張り出されたはずだ。何? アルファ・ケンタウリに行ったことがない? 地方行政に興味を持たなかった君達が悪いんだね」。
そして破壊される地球。

##### 地球脱出
全人類は亡びたかに見えたが、主人公のアーサー・デントだけはひょんな幸運から助かることになる。彼が助かったのはひとえに彼の友人、フォード・プリーフェクトの助力による。
フォードは実はベテルギウス星系の小さな惑星で生まれた宇宙人だった。フォード達が地球を脱出した方法は実に風変わりなものであった。彼らは地球を破壊した張本人、ヴォゴン人の運転する宇宙船にヒッチハイクして乗せてもらったのだ。船に同乗している親切な宇宙人デントラシ人がフォード達をこっそり宇宙船に乗せてくれたのだ。
「デントラシ人達が親切だってことはこの本で知ったんだ」。フォードは一冊の電子本を取り出し、アーサーに説明する。「この本は『銀河ヒッチハイク・ガイド』。知りたいことはなんでも書いてある。宇宙をヒッチハイクして回るための必需品さ」。聞けばフォードはこの本を編集するための現地調査員で、この本の改訂版を書くために調査をしようと地球に来ていたのである。
今は無き地球に思いを馳せていたアーサーは、『銀河ヒッチハイク・ガイド』についての話を聞き、ためしに「地球」について調べてみる。そこにはこう書いてあった：『無害』。
「無害!!たった一言!!」アーサーは憤慨しながら続けた。「でもフォード、君は改定版を書くために地球に来てたんだろ。改定版はもう少し改善されているんだよね?」
「ああ、改善されたよ。僕が編集に送った後、編集にだいぶ刈り込まれちゃったけどね…。改定版にはこう書いてあるよ」フォードは気まずそうに言った。『ほとんど無害』。

##### ザフォド達との出会い
その時だった。ヴォゴン人達が突如入って来てアーサーとフォードを捕まえる。ヴォゴン人達はヒッチハイカーを目の仇にしているのだ。そしてヴォゴン人達はアーサー達を宇宙へ放り出す。
宇宙へ放り出されたアーサーとフォードはたまたま通りかかった宇宙船「黄金の心」号に救出される。船にはザフォド、トリリアン、そして根暗ロボット・マーヴィンが乗っていた。ザフォドはフォードと旧知の仲で、はとこでもあった。トリリアンは地球人である。地球が破壊される数日前、たまたま地球によったザフォドにナンパされ、宇宙へと旅立っていたのだ。

##### マグラシア探索
アーサー達を救出したとき、ザフォドは伝説の星マグラシアを探している途中だった。マグラシアは伝説の工業惑星で、ザフォドが発見するまで誰もその実在性を信じていなかった。伝説によると、マグラシアの住人は「男は真の男で、女は真の女で、アルファ・ケンタウリのむくむくした獣は真のアルファ・ケンタウリのむくむくした獣であった」ほど大昔には、金持ち達のためにオーダーメイドで惑星を作っては出荷していた。
彼らはマグラシアを見つけることに首尾よく成功し、マグラシアに降り立つ。マグラシアでアーサーはマグラシア人スラーティバートファーストに出会った。スラーティバートファーストは昔話をするためアーサーにビデオを見せる：
「昔、超知性を備えた汎次元生命体が『この宇宙の時空で2番目にすぐれた』コンピューター、ディープ・ソートを設計し、ディープ・ソートに『生命、宇宙、そして万物についての究極の疑問の答え』を計算させる。ディープ・ソートは750万年かかって答えを計算する。ディープ・ソートはこの偉大なる日のために集まった人々の代表達に言った『答えは……「42」です』」。
「皆は当然ディープ・ソートの答えに納得がいかない。ディープ・ソートは言う：『「究極の答え」に対応する「究極の問い」が分からないから答えの意味が分からないのです。しかし残念ながら私には究極の問いを計算する能力はありません。そこで代わりに究極の問いを計算する「この宇宙の時空で最もすぐれた」コンピュータを設計しましょう』」
「ディープ・ソートの設計したコンピュータは生命体を取り込んだもので、その名は『地球』。あまりに大きいのでよく惑星と間違えられる。汎次元生命体達は地球で言う『ネズミ』に姿を替え、『問い』が得られるのを待っていた」
トリリアンは地球からペットとして2匹のハツカネズミを連れて来ていた。実はこの2匹のネズミも汎次元生命体なのだ。2匹はアーサーに言う。「残念ながら、地球（＝コンピュータ）は破壊されてしまった。しかし破壊直前まで地球にいた君の脳には『問い』を知るための鍵が擦り込まれているはずだ。そこで君の脳を買い取って細切れにしたい」
命の危険に晒されるアーサーだったが、そのとき警官2人がザフォドを捕まえようと突然乱入してくる。アーサー達は混乱に乗じてうまくネズミ達から逃げのびる。
アーサー達を追いかける警官2人。だが2人は何故か突然ばたばたと死んでしまう。不審に思いながら外に出ると、根暗ロボット・マーヴィンが待っていた。マーヴィンと話しているうちに、警官が死んだ理由が分かってくる。マーヴィンはいう。「暇だったので、警官の宇宙服についてる生命維持装置を制御するコンピューターに私の人生観を聞かせてました」
「それで?」フォードが聞く。
「コンピュータは自殺しました」
こうして間一髪マグラシアから逃れることができた一行は次なる目的地「宇宙の果てのレストラン」へと旅立っていったのだった。

##### その他のエピソード
上述のストーリーでは説明しきれなかったエピソードで、主に、伏線になっていて2巻以降を読むのにかかせないものを紹介する。
宇宙に出たフォードとアーサー。アーサーは、初めての宇宙に不安と困惑を隠せない。近くにあったマットレスに座るのも恐くて、恐る恐るマットレスをつついてからでないと座れない。そこにフォードが一言。「ああ、スコーンシュラス・ゼータ星でとれたマットレスは念には念を入れて殺して乾燥させてから出荷してるんで、そんなに恐がることはないよ」。
地球にいる生命体の中でネズミについで賢いのは人間ではなくイルカである。奇妙なことにイルカ達はヴォゴン人達による地球破壊を事前に知っており、地球が破壊されることを人類に警告していた。しかしボディ・ランゲージを使ったイルカ達の警告はことごとく人類に誤解され、餌を貰いたいがために行う芸だと思われてしまった。イルカ達の最後のセリフ「長いことお魚をくれてありがとう」も人類には「後方2回転火の輪くぐり」という高度な芸だと勘違いされた。
「黄金の心」号がマグラシアに着陸しようとすると、マグラシアの自動防御装置が2発のミサイルを発射する。アーサーはミサイルを回避するために「黄金の心」号の特殊ボタン（「無限不可能性ドライブ」のスイッチ）を押す。このボタンには不可能ごとを可能にしてしまうという効果がある。ボタンを押すと、ボタンの効果により2発のミサイルがマッコウクジラとツクバネアサガオの鉢（安：ペチュニアの鉢植え）に変身するという不可能なできごとが起こる。突如空中に現れたクジラは自分が何者かを認識しようと努力しているうちに死ぬ。それに対しツクバネアサガオはたった一言「ああ、またか」とつぶやいただけだった。ツクバネアサガオがなぜそんなことを考えたのかが分かれば宇宙についてもっと理解できるに違いないのだが。

#### 宇宙の果てのレストラン

##### ヴォゴン人襲来
アーサーは「黄金の心」号に紅茶の合成を頼んだ。すると「黄金の心」号は船の全勢力を挙げて紅茶合成作業を始める。この作業のため、「黄金の心」号の動作はストップしてしまう。丁度そのとき運悪くヴォゴン人が襲来し、「黄金の心」号に攻撃をしかけてきた。「黄金の心」号の全動力は紅茶の合成に使われているので、逃げることすらできない。
ヴォゴン人達の攻撃目標は最後の地球人であり、『究極の問い』を知るための鍵を握っているかもしれないアーサーとトリリアンであった。『究極の問い』が見つかってしまうと職を失ってしまうかも知れないと恐れた精神科医がヴォゴン人達を雇って最後の地球人を殺そうとしていたのだ。銀河ハイウェイ建設のためという名目で消された地球であったが、実はこれも『究極の問い』を葬り去ろうという精神科医の陰謀であった。
絶体絶命のピンチに、ザフォドは交霊術を使って自分の曾祖父を呼び出す。曾祖父に助けてもらおうと考えたのだ。
曾祖父の名はザフォド四世。
「しかし…」フォードが聞く。「君自身がザフォドって名前なのに、なぜひい祖父さんはザフォド四世って名前なんだい?」
ザフォドが答える：「ああ、避妊具とタイムマシンの事故が重なってね」
呼び出されたザフォド四世はザフォドを助ける前にここぞとばかりにザフォドに説教する。
「ふん。大統領になっただと? あんなもの何の権力もない。ザフォドよ、宇宙の真の支配者を探すのだ」
ザフォドにそう指示すると、四世はヴォゴン人の爆撃を浴びぬよう皆をワープさせた。

##### 宇宙の果てのレストラン
一行はワープ時にいったんバラバラになってしまうが、その後首尾よく合流を果たす。そこで一行は最初に予定していた目的地、「宇宙の果てのレストラン」へと向かう。
「宇宙の果てのレストラン」は奇妙なレストランであった。一行はまず未来へとタイムワープする。そして宇宙の終末を見ながら食事を愉しむのだ。
「宇宙の果てのレストラン」のテーブルに座った一行の前に、牛に似た一頭の生き物が現れる。その生き物は言う：「こんにちは。私が『本日の料理』です。私のどこを食べますか? 肩肉なんかおいしいですよ?」
一行は気まずい食事を終え、レストランを後にする。
入れ違いで、レストランでは驚くべき事態が起こった。一陣の煙が立ちのぼり、一人の男が現れる。後ろから歓声があがった。宗教教団『ザークォン再来教会』の信者だった。「あれは予言者ザークォンだ。ついに再来したんだ！」
ザークォンはいう：「信者の諸君にいかに生きるべきかについて説こう。あと、遅くなってすまなかった。あと1分しか…」
そして宇宙は終わった。

##### デザスター・エリア
ザフォド達がレストランの駐車場にいくと、真っ黒な船が止めてあった。この船を一目で気に入ったザフォドは船を盗む。一行はその船で旅をすることになった。しかし船を操ろうにも操作が効かない。そうこうしているうちに、船は異星系の太陽へとまっすぐに落ちてゆく。
マーヴィンが言う：「この船はロックバンド、デザスター・エリアの船です。彼らはコンサートの最中に船を太陽に投げ込むって演出をするんですよ…」
「知ってたならなんで教えなかった!」ザフォドがどなる。
「興奮と冒険がお望みだとおっしゃっていたので」
「困った。脱出装置が一人分足りない!」フォードが叫ぶ。
「……マーヴィン、元気か?」ザフォドが聞く。
「最悪です」
こうして一行は脱出装置で脱出し、マーヴィンだけを乗せた船は太陽へと落ちていった。

##### ゴルガフリンチャム人
残りの一行は脱出装置でテレポートの最中にバラバラになってしまう。
アーサーとフォードはゴルガフリンチャム人の宇宙船の上にテレポートした。ゴルガフリンチャム人はアーサー達に言う。
「えらい人達に旅立てって言われてね。それで自動操縦でどこかに向かってるんだ。それで、最後は……そうそう惑星に激突するんだった」
「激突!! なんとか防がなきゃ」フォードが言う。
「そんなことより…、なんで星を旅立てって言われたんだったかな…」
「そんなことよりだって? あんたたちは役たたずだ!!」
「ああ、それが理由だった」

##### 宇宙の支配者
一方、ザフォドとトリリアンは「黄金の心」号の中にいた。二人は「宇宙の支配者」に会いに行く。宇宙の支配者は雨の降る惑星の小さな小屋に猫と一緒に住んでいた。宇宙の支配者は不可知論者で、例えば宇宙の支配者の住む星では雨が止んだことがないのに「ドアを開けてもいないのに、今どうして雨が降ってると分かるのかね? 過去なんてただの記憶だし」という始末。
「宇宙はうまく統治されているようだな」あきれつつそういって2人は宇宙へと飛び立った。

##### 再び地球へ
アーサー達を乗せた宇宙船は一つの惑星に墜落した。その惑星は地球であった。彼らは「宇宙の果てのレストラン」したときのタイム・ワープの失敗で200万年ほど前に戻っていたのである。ゴルガフリンチャム人達は地球の現地人である穴居人になりかわり、将来の地球人になる。
アーサーは穴居人達のあまりに原始的な生活を見て憤慨し、なんとか彼らを進化させようと穴居人達にスクラブルを教えようする。その最中、アーサーはあることを思い付く。「マーヴィンが前に僕の無意識の世界に『生命と宇宙と万物の究極の問い』が擦り込まれていると言っていた。だったら無意識を引き出せれば『問い』が分かるはずだ」そう考えてアーサーは目隠しでスクラブルを行ってみる。
出てきた答えは「WHAT DO YOU GET IF YOU MULTIPLY SIX BY NINE」（6×9はいくつか?）。

##### その他のエピソード
生物は皆、程度は色々だが、自分なりの思い込みの中で生きている。その方が精神衛生に良い。
事象渦絶対透視機は元々、発明者が彼の妻に穀つぶしと罵られ現実を見ろと言われ、その仕返しのために生み出された。

#### 宇宙クリケット大戦争

##### 地球での生活
あれから3年。アーサーは2年前にフォードと袂を分かって以来、大昔の地球の洞窟で一人で暮らしていた。フォードは地球を探検しているらしい。地球での「島流し」のような生活はとても退屈だった。誰かここから助け出してくれないだろうか。
ある日空から突如宇宙船が降りて来る。救助船だ...そう期待してアーサーは外に出る。
宇宙船から一人の宇宙人が降り、アーサーの方へとつかつかと歩いて来て言った。
「アーサー・フィリップ・デントだね?」
宇宙人は続ける「君は役たたずだ!」
それだけ言うと宇宙人は船へと戻り、再び宇宙へと去っていく。

##### ウォウバッガー
宇宙人の名は「無限寿命のウォウバッガー」。彼はある事件がきっかけで不老不死になってしまっていた。不老不死になって最初の頃は生命を謳歌していたのだが、数万年経つと全てに飽きてしまい、人生というくだらないものを愉しんでいられる他の生命体達を軽蔑しはじめた。
そして彼はある大志を抱く。「宇宙の全ての生命体を侮辱しよう」。一人一人個別にあって侮蔑の言葉を吐くのだ。それも彼はアルファベット順に生命体を侮蔑するのである。
「宇宙では生命体が生まれたり死んだりしてるんだから、アルファベット順にやるのは無理じゃない?」
そう聞かれると、彼は冷やかに答えるのだった。
「人間は夢を見ちゃいけませんかね?」

##### 現代への帰還
アーサーの住む洞穴にフォードが迎えに来た。ここから脱出できる見込みがあるというのだ。二人は時空の狭間から現れた浮遊するチェスタフィールド・ソファと追いかけっこをし、やっと乗ったらクリケット場のど真ん中へワープ。
ただでさえ混乱している所にやたら神々しい姿でスラーティバートファーストが現れ、クリケットの優勝式典に乱入して「クリケット界の宝である「遺灰」をよこせ」と主張し始めた。さらに上空からは、クリケットのバッツマンに似たロボットがしかも11体降下し、人を殺し始め、「遺灰」を奪い去った!?「遺灰」はスラーティやロボットにとって何なのか?
「なんじゃあこの船は?!」スラーティの船の外観は酷すぎたが、有無を言わさずアーサーとフォードは一緒に乗れと言われてしまう。

##### メンバーに迫る危機
その頃マーヴィンは、スコーンシュラス・ゼータ星でマットレスの一匹に武勇伝を語っていた。「デザスター・エリアの船に乗っちゃった事件」を生き延び、長いことこの星に居たらしい。欠けた右足はただの鋼鉄の棒の様な物で補われている。彼は突然ロボットに襲われ、右足をもぎ取られ拉致される。
さらにザフォドは、「宇宙の支配者」捜しが終ってしまい腑抜けになり、トリリアンに逃げられ、その上「黄金の心」をロボットに奪われ、自らも撃たれてしまう。

##### 宇宙戦争の記録
スラーティはアーサーとフォードに、最大最悪の宇宙戦争の記録を見せる。首謀者の名は「クリキット人」。
実にいい人たちだった彼らが、如何にして全宇宙を憎むようになったか。二千年戦って敗れたクリキット人。彼らに下された大岡裁き。彼らを封印したカギ「黄金の横木、銀の横木、鋼の柱、アクリル樹脂の柱、木の柱」。消滅したはずが、またひょっこりと時空の渦の中から帰ってきてしまったクリキットのロボットの残党とカギ。
老後の楽しみのつもりで参加した「実時間を守れキャンペーン」が縁で、この戦いを戦う羽目になったと溜息を吐くスラーティ。
クリキットのロボットより先に、封印のカギを見つけ、惑星クリキットの復活を阻止せねばならないとスラーティは語った。

##### アグラジャグ
スラーティの船のトイレからテレポートし、封印のカギの一つ「銀の横木」を探しに行く一行。しかしアーサーのみ移送先が変更されてしまい、変な岩の大ホールに出る。アグラジャグという怒り狂った人物が、わざわざこんなホールを作りアーサーを呼び寄せたのだ。
何と、アーサーが食べた生物や何の気なしに踏んづけた生物等が、ことごとくアグラジャグの前世だというのだ。
「これはもう連続オレ殺害事件だ! お前を裁く!!」最終決戦を挑んでくるアグラジャグ。アーサーの運命は?!

##### カクテルパーティ
勝ちをもぎ取った?!アーサーは、崩れ落ちる大ホールからの脱出中に「空を飛ぶ能力」に目覚める。そして飛んでいった先で、スラーティやフォードと合流した。そこは最悪のカクテルパーティの会場で、スラーティによるとその中に「銀の横木」が紛れ込んでいるらしい。
捜索空しく奪われる「銀の横木」。その代わり一行はトリリアンに再会した。

##### 真相、戦いの終わり
これまでのストーリーで、バッツマン達が奪って行った色々な物は「封印のカギ」の一部だった。とうとうこの世に呼び戻されてしまう惑星クリキット。
しかし行ってみると、住民の大半は厭戦ムードに包まれ、まだやる気なのは雲の上の人達だけだった。それに、残虐極まる筈のバッツマン達がザフォドを殺さず気絶だけさせておいたというのも奇妙だった。
トリリアンはクリキット人の裏に黒幕がいることを見抜き、黒幕を問い詰める。
そいつは精神病院の寝椅子の上で全てを白状し、潔く死刑に処された。やるだけのことはやったからもう本望だと言い残して。
その後アーサーは、地球の見納めにローズ・クリケット競技場で一球投げて行くと言い出す。いっぺん投げてみたかった、憧れの球場。振りかぶるアーサー。向こうにはアーサーを迎え撃つバッツマン。そして?!

##### 生命、宇宙、そして何もかも
宇宙を行く一行は、プラクという「真実のみを語る男」の噂を耳にする。そいつは封印のカギの一つ「アクリル樹脂の柱」を巡る攻防に巻き込まれ、自白剤を大量に打たれてそうなったというのだ。
彼から生命、宇宙、そして万物についての究極の疑問の答えについて何か聞き出せるのではないかと思い、一行は彼を訪ねるが、「その問いと答えは、セットで知ってはいけない物だ」と言われてしまう。代わりに「カエルを見つけたら笑いものにしてやろう」ということ、「理由」についての真理、神から被造物へのメッセージのことを教わる。失礼なことに、プラクはアーサーを見て笑い死にしてしまう。
そしてアーサーは、旅をやめてどこか牧歌的な惑星に住めばいいということになり、なんとあの惑星に住み着く。

##### その他のエピソード
この物語の間中アーサーは、石器時代暮らしのせいでヒゲ面をしている。その上物語の半分くらいの間ヒゲにウサギの骨を挿している（この骨の持ち主もアグラジャグである）。
スラーティバートファーストの船の外見が酷いのは、一つには船を動かすための演算処理「レストラン数論」に必要だから。もう一つには、酷い格好の物ほど「他人ごとフィールド」で覆い隠すのに都合が良いから。
レストラン数論とは、レストランの中で舞い踊る様々な数（守られない集合時間、度々間違えられる注文伝票、固いチキンの物理学的特性、など）が四次元のことを良く表した位相モデルになっている、ということから見出された新手の数論である。アーサー曰く、「レストラン数論ドライブ」を見ていると認識と宇宙とが一つであることが見えてきて、段々悟ってくるらしい。
この小説のアメリカ版では、「最無意味f××k使用賞」が「最無意味ベルギー使用賞」となっており、「ベルギー」という言葉が宇宙ではとんでもない卑語だというト書きが追加されている。
ザフォドが死なずに済んだのは、ザフォドが大人物だからでも、クリキット人が本当はとてもいい人だからでもない。またしてもマーヴィンの人生観のお陰である。「鋼の柱」とともにさらわれた後、クリキットのコンピュータの一部として使われていたのだ。

### その他の設定

#### 銀河ヒッチハイク・ガイドとは

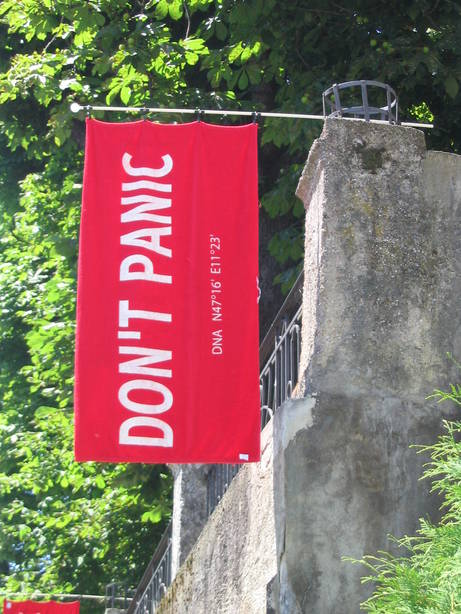
『あわてるな』（Don't Panic、パニクるな）

小熊座ベータ星にある大出版社メガドード書房で出版されている電子本（より正確には、亜中間子=電子装置）。3×4インチほどのディスプレイと100個ほどの押しボタンがついている。多くの遺漏があるにもかかわらずよく売れており、一日に30アルタイル・ドル以下の費用で宇宙の驚異を見て回りたいヒッチハイカーには必需品である。表紙はプラスチック製で、表紙には親しみやすい大きな文字で『あわてるな』（Don't Panic、パニクるな）と書いてある。

#### 無限不可能性ドライブ
宇宙船「黄金の心」号は「無限不可能性ドライブ（Infinite Improbability Drive）」を実装した最初の宇宙船である。「無限不可能性ドライブ」とは、その名の通り不可能に近い偶然を一時的に可能にしてしまう装置で、この船は「全ての場所に同時に存在する」不可能を一時的に可能にしてワープを行うことで航行する。その原理上、無限不可能性ドライブを使用中の耐不可能性化されていない船内では、古代の思想の山脈、路上でげろを吐く事象の大渦巻、六等分され猥褻なダンスを踊るサウスエンド、『ハムレット』の台本を完成させた無限の数のサルなどといった通常あり得ないものが出現する。
最初に作られた無限不可能性生成機は、強力なブラウン運動発生機となる入れたての熱いお茶、お茶の中に懸吊される原子ベクトル記録機、バンブルウィーニイ第五十七番亜中間子頭脳の論理回路からなる有限不可能性生成機に、「無限不可能性生成機の製作は不可能である」ということの不可能性の数値を入力したものだった。「黄金の心」号に搭載されている無限不可能性ドライブの駆動原理の鍵となるのは、クリキット人を封印した5つのアイテムのうちの一つ「黄金の横木」である。
第1巻『銀河ヒッチハイク・ガイド』で、宇宙に放りだされたアーサーとフォードが「黄金の心」号に「運よく」救出されたのは、このとき「黄金の心」号が無限不可能性ドライブを行っている最中だったからである。無限不可能性ドライブがアーサーとフォードが宇宙へ放り出された時に「偶然」船がそこを通りかかることという不可能に近いこと（『銀河ヒッチハイク・ガイド』によると、発生する確率は2の276709乗分の1だという）を可能にしたのである。

#### レストラン理論
「宇宙クリケット大戦争」に登場した宇宙船に搭載された時空間移動装置の基礎理論で、この移動装置は物語中での最新鋭の宇宙船「黄金の心」号の搭載する『無限不可能性ドライブ」に唯一匹敵する。これを搭載する宇宙船はどこからどう見てもイタリアンレストランにしか見えない。要するに、イタリアンレストランで食事をする際に実感する、『たかが食事をするだけの時間が恐ろしく気の遠くなる程長く感じられる』という実際の時間と当事者の感じる時間のずれを利用した理論である。もちろん宇宙船の内部でもイタリアンレストランの日常業務（要するに営業中の光景）が執り行われている。

#### 人が空を浮遊する方法
銀河をヒッチハイクしていたアーサーがひょんなことから身につけた空を浮遊・飛行するための理論である。
何かにつまずいて転んだり、落下したりする過程において、地面に衝突するその瞬間に、衝突するという当人自身の意識そのものが何らかの手段・現象によって逸らされてしまうことで、地面に衝突すること自体が現象として拒絶され、結果的に空中に浮遊、後は当人の意識次第で飛行も可能になる、というものである。

#### ザフォドの記憶
ザフォドは過去に一度記憶を失ったことがある。ザフォド自身のうろ覚えな記憶によると、ある計画を達成するため、どうも彼自身が自らの記憶を消したらしい。彼が計画していた目的とは、宇宙の真の支配者を探すことだった。計画には、ザフォド、ザフォド四世、前大統領ヨーデン・ヴランクス、そしてザーニウープという男が関わっていた。
「黄金の心」号を盗んだのも計画の一部であった。「黄金の心」号の無限不可能性ドライブを使って宇宙の真の支配者を探そうとしていたのだ。
ザフォドは「黄金の心」号を盗むため、まず銀河帝国大統領になり、ダモグラン星で行われた「黄金の心」号の進水式に出席して、その場で「黄金の心」号を盗んだ。記憶を消した目的は、大統領試験の際に行われる脳のスクリーニング・テストで彼のある計画が洩れないよう、計画を脳から消すためだった。

#### 他人ごとフィールド
他人ごとでしかない情報が目や耳から入っていても、何も感じないというアレを応用したもの。
これで覆われたものは周りから見えなくなったり、それが存在できそうにない悪環境下でも平然としていられたりする。これで覆うべきものが酷い視覚的難点を備えていればなお効果絶大だ。
「レストラン数論」がこれに深く関わっている。

#### スタヴロミュラ・ベータ
「宇宙クリケット大戦争」でアーサーは永遠のライバル?!アグラジャッグと対峙する。その時、アグラジャッグは不意に＜前にアーサーとスタヴロミュラ・ベータなる場所で会ったこと＞について口にした。しかしこの時点のアーサーはそんな所にはまだ行ったことが無く、これでアグラジャッグが今回アーサーを倒せないことは論理的に決まってしまった。
以後アーサーは「まだスタヴロミュラ・ベータ等という星には行っていないから」自分は多分死なないと思い、行動が少々大胆になるのだった。
ただし、スタヴロミュラ・ベータとは惑星の名前ではない。

#### WSOGMM
「ありとあらゆる全般的ぐちゃぐちゃ（Whole Sort of General Mish Mash）」。「ほとんど無害」で登場した、この作品世界における宇宙の実態を言い表す専門用語。
WSOGMMには大きさも時間の流れもない。本当はあらゆるものには実体など無く、切り様によってどうにでも見え得るということであるらしい。不思議な現象の数々もこれで説明がつくようだ。

## TV版
オリジナルのラジオ版を制作したBBCにより、1981年に小説版の1巻・2巻にほぼ相当する内容がテレビドラマ化され、全6話として放送された。ラジオ版でデント役／ビーブルブロックス／マーヴィン役であったサイモン・ジョーンズ／マーク・W・ダーヴェー／スティーヴン・ムーアは同じ役を演じている。また、ラジオ版でナレーターを務めていたピーター・ジョーンズが『ガイド』の声を担当した。他に原作者のアダムズ自身が数シーンにカメオ出演している。
日本では2005年の映画版公開にあわせてDVD化された（英語音声、日本語字幕）。

### スタッフ
- 原作・脚本：ダグラス・アダムズ
- 制作・監督：アラン・J・W・ベル

### 配役
- 『銀河ヒッチハイク・ガイド』のナレーション：ピーター・ジョーンズ
- アーサー・デント：サイモン・ジョーンズ
- フォード・プリーフェクト：デビッド・ディクソン
- ゼイフォード・ビーブルブロックス：マーク・W・ダーヴェー
- トリリアン：サンドラ・ディッキンソン
- マーヴィン：（着ぐるみ）デビィッド・ラーナー、（声）スティーヴン・ムーア

## 映画版
ガース・ジェニングス監督。当初原作者のダグラス・アダムス当人が関わっていたが、制作中に死去。イギリスで2005年4月28日に公開され、週末興行成績で初登場1位になった。また、アメリカでも2005年4月29日に公開され、週末興行成績で初登場1位になった。日本では2005年9月10日公開。
- オープニング・テーマソング：The Dolphins

### 映画版のみの登場人物
- ケストゥラー・ロントック：銀河系副大統領。ベテルギウス第5惑星出身。イエス・ブリーズ族。ザフォド（ゼイフォード）を執拗に追うが、それは彼の罪を咎めるためではなく、単に彼に惚れているから。
- ハーマ・カヴーラ：ヴィルドヴォール第6惑星に住むカルト教伝道師。原作者ダグラス・アダムス自身が映画版のために考えたキャラクター。大統領選に出馬したがザフォド（ゼイフォード）に敗退。プロフェット族。出身惑星不明。

### 映画版で明らかになった事実
フォードが地球を脱出する際にアーサーを救ったのは、フォードが地球に訪れてすぐに、アーサーに命を救ってもらったことがあるからである。地球のことを全く知らなかったフォードは、自動車を地球に住む知的生命体だと勘違いし、走る自動車に（挨拶しようと）向かっていったのである。そして自動車にひかれそうになった所をアーサーに救ってもらうのである。
銀河帝国大統領であるザフォドは地球破壊を許可する書類にサインしていた。もっともザフォドは書類を良く読まず、自分のファンがサインを求めてるのだと思ってサインしたのだが。

### 小ネタ
- 地球の破壊後に銀河ヒッチハイク・ガイドが出てくるが、そのときに使われている音楽はドラマ版のオープニングテーマをアレンジしたものである。
- ヴォグスフィア（ヴォゴン人の母星）の受付の行列の中に、ドラマ版のマーヴィンが紛れ込んでいる。
- ヴォゴン人による地球破壊の最中にカフェの店頭で新聞を読んでいる女性は原作者ダグラスの母、その隣にもダグラスの家族が出演している。同じく地球破壊の際にバーでフォードの隣に居る女性は80年代にミュージカルでトリリアン役を演じた女性。
- マハカブーラに会いに行く聖堂の階段の手すりに原作者ダグラスの鼻(ゲーム用に撮影していた3Dモデリングから)が使われている。
- マグラシアの自動応答で表示される3Dの顔役はドラマ版アーサー・デント役のサイモン・ジョーンズが演じている。
- 劇の最後に無限不可能性ドライヴを使うシーンでは原作者ダグラスの顔が使用されている。

### スタッフ
- 監督：ガース・ジェニングス
- 脚本：ダグラス・アダムスの遺稿となった脚本を基に、カレイ・カークパトリクスが仕上げた。
- 製作総指揮：ロビー・スタンプ
- 製作：ニック・ゴールドスミス（英語版）
- 撮影監督：イゴール・ジャデュー＝リロ
- プロダクション・デザイナー：ジョエル・コリンズ
- 編集：ニーヴン・ハウィー
- 衣装デザイン：サミー・シェンドル
- 音楽：ジョビィ・タルボット（英語版）
- エンディングの歌手：ニール・ハノン
- 訳：石田泰子
- 上映時間：109分

### 配役
| 役名                                         | 俳優                                                    | 日本語吹替 |
| -------------------------------------------- | ------------------------------------------------------- | ---------- |
| アーサー・フィリップ・デント                 | マーティン・フリーマン                                  | 中村大樹   |
| フォード・プリーフェクト                     | モス・デフ                                              | 高瀬右光   |
| ザフォド（ゼイフォード）・ビーブルブロックス | サム・ロックウェル                                      | 山路和弘   |
| トリリアン                                   | ズーイー・デシャネル                                    | 甲斐田裕子 |
| マーヴィン                                   | ワーウィック・デイヴィス（演） アラン・リックマン（声） | 鈴木清信   |
| エディ                                       | トーマス・レノン（声）                                  | 堀内賢雄   |
| ディープ・ソート                             | ヘレン・ミレン（声）                                    | 池田昌子   |
| スラーティバートファースト                   | ビル・ナイ                                              | 青野武     |
| ケストゥラー・ロントック                     | アンナ・チャンセラー                                    | 唐沢潤     |
| ハーマ・カヴーラ                             | ジョン・マルコヴィッチ                                  | 内田直哉   |
| ナレーション                                 | スティーヴン・フライ（声）                              | 屋良有作   |

- その他吹替キャスト：竹内順子、大谷育江、岩崎ひろし、斎藤志郎、平野俊隆、くじら、斉藤昌、加藤将之、峯香織、河本邦弘、船木真人